# 4349 Tibúrcio
4349 Tibúrcio è un asteroide della fascia principale del diametro medio di circa 26,14 km. Scoperto nel 1989, presenta un'orbita caratterizzata da un semiasse maggiore pari a 2,6185404 UA e da un'eccentricità di 0,2424153, inclinata di 10,73986° rispetto all'eclittica.